# Scheldeprijs 1943
De 32e editie van de wielerwedstrijd Scheldeprijs werd gereden op 25 juli 1943. De wedstrijd begon in Schoten en eindigde 175 kilometer later in Schoten.
De zege ging naar de Belg Eloi Meulenberg.

## Uitslag
| Scheldeprijs 194e |                       |      |
| Plaats            | Naam                  | Tijd |
| Winnaar           | Eloi Meulenberg       | ?    |
| 2                 | Roger Van Melkebeke   | ?    |
| 3                 | Robert Van Eenaeme    | ?    |
| 4                 | Hector Bruneel        | ?    |
| 5                 | Martin Van Den Broeck | ?    |
| 6                 | Albert Decin          | ?    |
| 7                 | Ernest Sterckx        | ?    |
| 8                 | André Maelbrancke     | ?    |
| 9                 | Armand Putzeys        | ?    |
| 10                | Albert Sercu          | ?    |